# NR1H4
NR1H4 (англ. Nuclear receptor subfamily 1 group H member 4) – білок, який кодується однойменним геном, розташованим у людей на короткому плечі 12-ї хромосоми. Довжина поліпептидного ланцюга білка становить 486 амінокислот, а молекулярна маса — 55 914.
| 10         |  | 20         |  | 30         |  | 40         |  | 50         |
| ---------- |  | ---------- |  | ---------- |  | ---------- |  | ---------- |
| MVMQFQGLEN |  | PIQISPHCSC |  | TPSGFFMEMM |  | SMKPAKGVLT |  | EQVAGPLGQN |
| LEVEPYSQYS |  | NVQFPQVQPQ |  | ISSSSYYSNL |  | GFYPQQPEEW |  | YSPGIYELRR |
| MPAETLYQGE |  | TEVAEMPVTK |  | KPRMGASAGR |  | IKGDELCVVC |  | GDRASGYHYN |
| ALTCEGCKGF |  | FRRSITKNAV |  | YKCKNGGNCV |  | MDMYMRRKCQ |  | ECRLRKCKEM |
| GMLAECMYTG |  | LLTEIQCKSK |  | RLRKNVKQHA |  | DQTVNEDSEG |  | RDLRQVTSTT |
| KSCREKTELT |  | PDQQTLLHFI |  | MDSYNKQRMP |  | QEITNKILKE |  | EFSAEENFLI |
| LTEMATNHVQ |  | VLVEFTKKLP |  | GFQTLDHEDQ |  | IALLKGSAVE |  | AMFLRSAEIF |
| NKKLPSGHSD |  | LLEERIRNSG |  | ISDEYITPMF |  | SFYKSIGELK |  | MTQEEYALLT |
| AIVILSPDRQ |  | YIKDREAVEK |  | LQEPLLDVLQ |  | KLCKIHQPEN |  | PQHFACLLGR |
| LTELRTFNHH |  | HAEMLMSWRV |  | NDHKFTPLLC |  | EIWDVQ     |  |            |

A: Аланін

C: Цистеїн

D: Аспарагінова кислота

E: Глутамінова кислота

F: Фенілаланін

G: Гліцин

H: Гістидин

I: Ізолейцин

K: Лізин

L: Лейцин

M: Метіонін

N: Аспарагін

P: Пролін

Q: Глутамін

R: Аргінін

S: Серин

T: Треонін

V: Валін

W: Триптофан

Кодований геном білок за функціями належить до репресорів, рецепторів, активаторів, фосфопротеїнів. 
Задіяний у таких біологічних процесах, як імунітет, вроджений імунітет, транскрипція, регуляція транскрипції, запальна відповідь, ацетилювання, альтернативний сплайсинг. 
Білок має сайт для зв'язування з іонами металів, іоном цинку, ДНК. 
Локалізований у ядрі.